# Gitanopsis arctica
Gitanopsis arctica är en kräftdjursart som beskrevs av Georg Ossian Sars 1892. Gitanopsis arctica ingår i släktet Gitanopsis och familjen Amphilochidae. Arten har ej påträffats i Sverige. Inga underarter finns listade i Catalogue of Life.